# Garanas
Garanas är en tidigare kommun  i Österrike.  Den låg i den nuvarande kommunen Bad Schwanberg i förbundslandet Steiermark, 190 kilometer sydväst om huvudstaden Wien. Garanas var till och med 2014 en egen kommun som bestod av ortsdelarna Garanas och Oberfresen. 